# Listă de pictori islandezi
Aceasta este o listă de pictori islandezi.

## A
- Ásgrímur Jónsson

## E
- Erró

## G
- Gabríela Fridriksdóttir

## H
- Einar Hákonarson
- Haukur Halldorsson

## K
- Jóhannes Sveinsson Kjarval

## R
- Dieter Roth (pictor)

## T
- Nína Tryggvadóttir

## V
- Vilhjálmur Einarsson